# Tramway de Schwerin
Le tramway de Schwerin est le réseau de tramways de la ville de Schwerin, en Allemagne. Ouvert en 1881, il compte actuellement 4 lignes.

## Réseau actuel

### Aperçu général
Le réseau compte quatre lignes :
| Lignes | Trajet                          |
| ------ | ------------------------------- |
| 1      | Kliniken – Hegelstraße          |
| 2      | Lankow-Siedlung – Hegelstraße   |
| 3      | Neu Pampow – Hegelstraße        |
| 4      | Neu Pampow – Platz der Freiheit |